# Сельское поселение Кинельский
Сельское поселение Кинельский — муниципальное образование в составе Кинельского района Самарской области.
Административный центр — посёлок Кинельский.

## Административное деление
В состав сельского поселения входят:
- посёлок Кинельский,
- посёлок Колки,
- посёлок Культура,
- посёлок Луговой,
- посёлок Трёхколки,
- посёлок Угорье,
- посёлок Энергия,
- посёлок Язевка.